# Moniteur d'atelier
 (mars 2016).
Si vous disposez d'ouvrages ou d'articles de référence ou si vous connaissez des sites web de qualité traitant du thème abordé ici, merci de compléter l'article en donnant les références utiles à sa vérifiabilité et en les liant à la section « Notes et références ».
Le travail de moniteur d’atelier est un métier dans le secteur social. 

## Rôle
Le rôle du moniteur d'atelier est d’accompagner des adultes ou des adolescents en situation de handicap dans le but de les aider dans leur insertion sociale et professionnelle. Le moniteur d’atelier peut s’occuper de tous types de handicap : psychique, intellectuel, sensoriel et moteur. Le moniteur d’atelier doit ainsi aménager les postes et aider les personnes dans leur travail en fonction de leurs capacités dans ce travail. Le but du moniteur d’atelier est de conduire la personne qu’il accompagne vers une autonomie plus importante. Pour accompagner au mieux les travailleurs en situation de handicap, le moniteur d’atelier participe à la conception du PPP (Projet Professionnel Personnel) de chaque travailleur.
Le moniteur d’atelier exerce principalement en ESAT et Entreprise Adaptée. Le plus souvent en situation de groupe, il encadre les travailleurs handicapés dans des ateliers, adapte les postes de travail aux problématiques des personnes, met en place des activités de professionnalisation définies dans les projets personnalisés et contrôle la production à réaliser.
Le métier de moniteur d’atelier est un métier en mutation et requiert de nouvelles compétences en lien avec :
L’environnement économique : les établissements adaptent leurs ateliers de production avec des prestations de services, des chantiers hors murs.
L’environnement législatif – loi 2005-102– modifie la relation encadrant-travailleur en accordant de nouveaux droits aux travailleurs en matière de formation professionnelle
L’accueil d’un nouveau public en situation de handicap psychique.
Titre délivré : Titre de Moniteur d’atelier en milieu de travail protégé.
Titre de Niveau IV reconnu au RNCP N°32139

## Lieu de travail
Le moniteur d'atelier travaille le plus souvent dans les Établissements et services d'accompagnement par le travail (ESAT) ou des entreprises adaptées (EA) avec des adultes en situation de handicap. Certains peuvent travailler dans un IM-pro avec des adolescents.

## Cursus scolaire à suivre
Sans le bac, il est possible d’accéder à une formation en alternance sur une durée environ de 
12 mois : 441 heures théoriques -
980 heures de stage long (chez l’employeur ou sur le terrain de stage) -
105 heures de stage court dans un autre ESAT.
Appelé auparavant CBMA (Certificat de Branche  Moniteur d'Atelier)  en tant que diplôme d'état de niveau V, il est remplacé par le titre de Moniteur d'Atelier (TMA).
Le Titre Moniteur d’Atelier (TMA) en milieu de travail protégé est reconnu au niveau IV.
Arrêté du 27 décembre 2018 – Journal Officiel du 04 janvier 2019, portant enregistrement au RNCP – code NSF n° 332.
Ces professionnels sont recherchés par les établissements médico-sociaux du fait d’un très faible nombre de candidatures.